# Sila (buddhisme)
 For alternative betydninger, se Sila. (Se også artikler, som begynder med Sila)
Sila er buddhisternes etiske normer og er udformet i fem forskrifter, der gælder både for munke og lægfolk.
1. Afholde sig fra at tage noget levende væsens liv.
2. Afholde sig fra at tage, hvad der ikke gives.
3. Afholde sig fra utugt (for munke gælder dette seksuel omgang i det hele  taget)
4. Afholde sig fra falsk tale.
5. Afholde sig fra at indtage destillerede og gærede drikke, der forårsager beruselse og hensynsløshed.

Overholdelsen af disse etiske forskrifter vil give mennesket god karma.
For munkene gælder yderlige fem forskrifter.
1. Afholde sig fra at indtage føde på upassende tider.
2. Afholde sig fra dans, sang, musik og usømmelig optræden; fra brugen af blomsterkranse, parfumer og salver; og fra ting der tjener til at smukke og forskønne udseende.
3. Afholde sig fra brugen af høje og luksuriøse sæder.
4. Afholde sig fra brugen af store og magelige senge.
5. Afholde sig fra at have med guld og sølv at gøre.

| Religion | Spire Denne religionsartikel er en spire som bør udbygges. Du er velkommen til at hjælpe Wikipedia ved at udvide den. |

| filosofi | Spire Denne filosofiartikel er en spire som bør udbygges. Du er velkommen til at hjælpe Wikipedia ved at udvide den. |